# Federico Pizarro (Handballspieler)
Federico Pizarro (* 7. September 1986 in Lanús) ist ein argentinischer Handballspieler.

## Karriere

### Verein
Der 1,83 m große Rechtsaußen, der auch im rechten Rückraum eingesetzt wird, spielte in seiner Heimat für Sociedad Escolar y Deportiva Alemana Lanús Oeste (SEDALO). 2013 wechselte er zu Universidad Nacional de Luján Handball (UNLu), mit dem er mehrfach argentinischer Meister wurde. Bei der Panamerikanischen Vereinsmeisterschaft belegte er 2017 mit UNLu den dritten Platz. Ab 2020 lief er in der spanischen Liga Asobal für Rebi Balonmano Cuenca auf. In der Spielzeit 2022/23 erreichte Cuenca mit dem zweiten Platz das beste Ergebnis der Vereinsgeschichte. Im Januar 2024 einigte man sich auf eine vorzeitige Vertragsauflösung, nachdem Pizarro ein Angebot aus Kuwait von Al-Fahaheel SC erhalten hatte; Mitte Februar 2024 hatte Pizarro, der das Geld für die Vertragsauflösung selbst bezahlt hatte, noch immer kein Visum erhalten. Ab Ende Februar 2024 lief er wieder für das Team aus Cuenca auf. Im Mai 2024 unterzeichnete er einen Zweijahresvertrag mit Cuenca.

### Nationalmannschaft
Mit der argentinischen Nationalmannschaft gewann Pizarro mehrfach die Panamerikameisterschaft und die Panamerikanischen Spiele sowie je einmal die Süd- und mittelamerikanische Meisterschaft und die Südamerikaspiele.
Außerdem nahm er an den Olympischen Spielen 2012, 2016 und 2020 sowie den Weltmeisterschaften 2007, 2009, 2011, 2013, 2015, 2017, 2021 und 2023 teil.
Mit 801 Toren ist er aktuell Rekordtorschütze Argentiniens.

### Erfolge
UNLu:
- Argentinische Meisterschaft (Apertura/Clausura): 2016, 2018, 2019
- Panamerikanische Vereinsmeisterschaft: 3. Platz 2017

Panamerikameisterschaft:
- Gold 2012, 2014, 2018
- Bronze 2016
- Most Valuable Player, bester rechter Rückraumspieler und Torschützenkönig 2016

Panamerikanische Spiele:
- Gold 2011, 2019, 2023
- Silber 2007, 2015

Süd- und mittelamerikanische Meisterschaft:
- Gold 2020
- Silber 2022, 2024

Südamerikaspiele:
- Gold 2006, 2022
- Silber 2010, 2014, 2018

## Privates
Sein jüngerer Bruder Ignacio ist ebenfalls Handballnationalspieler.